# DYDW
DYDW（現在はパワー89.1(英語:Power 89.1)）は、フィリピンで、音楽をメインに放送するFM（英語版）ラジオ放送局である。神言会が運営している。スタジオはセブのジェネラル・マキシロム大通り（General Maxilom Avenue）に面したガラルド・ビルディング（GALLARDO Building）に、送信機がカルナサン（Kalunasan）バランガイにある。放送時間は午前5時から午後11時まで。クラシック音楽やポップ・ミュージック、ジャズやゴスペルを中心に放送している。コールサインはDYDWである。

## 歴史
1988年、ワード（Word）放送協会が他の地域と同じくスピリットFM（Spirit FM）の放送を開始した。2006年、スピリットFMはX89となり、ポップミュージックの放送を開始した。

## ワード放送協会
セブ
| ブランド                             | コールサイン | 周波数   | 出力  | 所在地 |
| ------------------------------------ | ------------ | -------- | ----- | ------ |
| DYRF ラジオ フェルツァ（Fuerza）セブ | DYRF-AM      | 1215 kHz | 10 kW | セブ   |
| パワー89.1セブ                       | DYDW-FM      | 89.1 MHz | 10 kW | セブ   |

レイテ
| ブランド                            | コールサイン | 周波数    | 出力  | 所在地     |
| ----------------------------------- | ------------ | --------- | ----- | ---------- |
| DYDWラジオ ディワ（Diwa）タクロバン | DYDW-AM      | 531 kHz.  | 10 kW | タクロバン |
| パワー90.3オルモック                | DYAJ         | 90.3 MHz. | 5 kW  | オルモック |